# Vaejovis intermedius
Espèce
Vaejovis intermedius est une espèce de scorpions de la famille des Vaejovidae.

## Distribution
Cette se rencontre au Mexique au Durango, au Chihuahua, au Coahuila et au Nuevo León et aux États-Unis au Texas.

## Description
Vaejovis intermedius mesure de 40 à 57 mm.

## Publication originale
- Borelli, 1915 : « Scorpioni nuovi o poco noti del Messico. » Bollettino dei Musei di Zoologia ed Anatomia Comparata della Reale Università di Torino, vol. 30, no 703, p. 1-7 (texte intégral).